# Jumeirah Beach

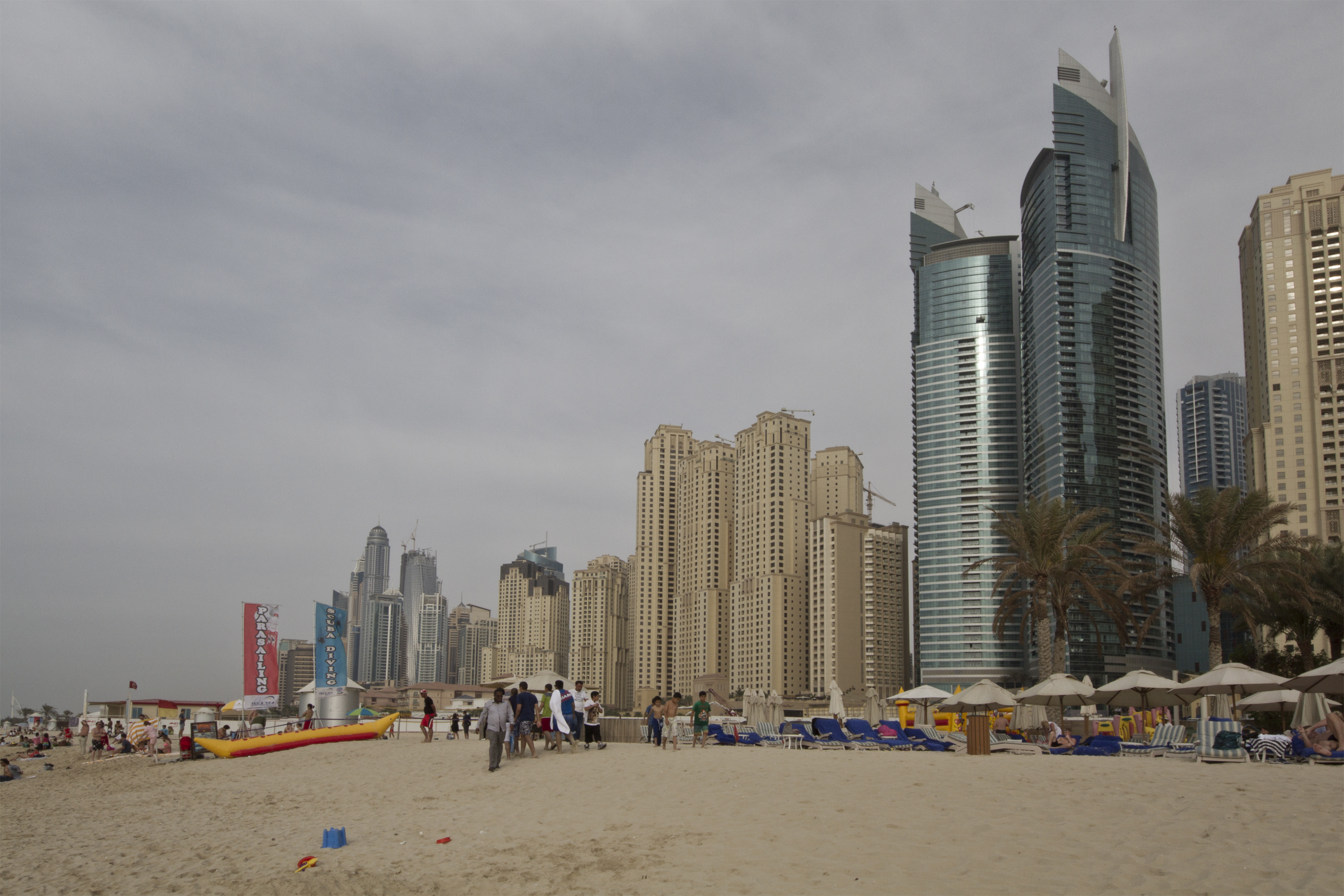
Het Jumeirahstrand met op de achtergrond de wolkenkrabbers van de wijk Jumeirah

Jumeirah Beach is een strand in Dubai. Het strand aan de Perzische Golf ligt in de wijk Jumeirah en is 9 kilometer lang. Het strand is verdeeld in drie stukken, Umm Suqeim Beach, Kite Beach en Russian Beach. Tussen de stranden ligt het Jumeirah Beach Park.
Een paar delen van het strand is niet toegankelijk voor mensen, omdat die in eigendom zijn van luxe hotels en resorts. Langs het strand ligt bijvoorbeeld de Burj Al Arab, het Madinat Jumeirah, het Jumeirah Beach Hotel en het Wild Wadi waterpark. Het strand gaat ook langs de wolkenkrabbers van de Dubai Marina.